# 和田将治
和田 将治（わだ まさはる、1991年〈平成3年〉3月1日 - ）は、日本の時計ジャーナリスト。時計専門メディアHodinkeeでウェブプロデューサー兼編集者を努めている。2024年からGPHGアカデミーメンバー。
時計愛好家コミュニティTokyo Watch Clubの共同創設者。

## 略歴
オーストラリア・シドニー出身。中央大学を卒業後にサイバーエージェントやLINEを経て、ハースト婦人画報社の子会社であるハースト・デジタル・ジャパンに入社し現職。
腕時計の収集は2015年から始める。2017年にブログ「腕時計の読みもの」を開設。